# ТЕС-СЕС Куреймат
29°16′45.5″ пн. ш. 31°14′55.0″ сх. д. / 29.279306° пн. ш. 31.248611° сх. д.
ТЕС-СЕС Куреймат — теплова електростанція в Єгипті, розташована на східному березі Нілу за 75 км на південь від околиць Каїра.
В 2011 році біля Куреймат ввели в експлуатацію парогазову станцію комбінованого циклу, обладнану газовою турбіною General Electric типу MS 6111 FA потужністю 73 МВт та паровою турбіною Siemens SST-900 потужністю 67 МВт. Її особливістю стало використання інтегрованої сонячної термальної станції. Розташовані на пілонах дзеркала останньої нагрівають теплоносій, що дозволяє подавати у встановлений після газової турбіни котел-утилізатор додаткову пару. Проведені після спорудження ТЕС заміри показали, що в денний період сонячна складова частина забезпечує генерацію 19,2 МВт.